# Pyrocleptria
Pyrocleptria là một chi bướm đêm thuộc họ Noctuidae. Một số học giả coi nó là một phân chi của Periphanes.

## Các loài
- Pyrocleptria cora Eversmann, 1837
- Pyrocleptria naumanni Krušek & Behounek, 1996